# بياز
البِيَاز (بالتركية: piyaz)‏ (بالفارسية: پیاز)  وتعني البصل أو السلطة، هو طبق من المطبخ التركي والإيراني أو المقبلات المصنوعة من أي نوع من الفاصولياء الجافة مع البصل والبقدونس والسماق. اشتق اسم بياز من الكلمة الإيرانية القديمة بيداز للبصل ثم اعتُمد هذا الاسم للسلطة أو المقبلات المصنوعة من البصل. يحضر في مقاطعة أنطالية التركية بشكل مختلف عن المناطق الأُخَر بمكونات أُخَر مثل الطحينة، ولا يعد هناك سلطة بل طبقًا رئيسًا. تُستخدم كلمة بياز في المقاطعات الجنوبية مثل أضنة للإشارة إلى سلطة البصل والسماق. كان البياز خلال الحكم العثماني يصنع من الخرشوف والبازلاء والحمص والفول العريض والبطاطا أيضًا، والتي أُدخِلت إلى تركيا في الربع الأخير من القرن التاسع عشر.